# Rotondella
Rotondella (A' Rëtúnnë in dialetto lucano) è un comune italiano di 2 345 abitanti della provincia di Matera in Basilicata.
La città è nota come "il balcone dello Jonio", da cui è possibile ammirare il tratto costiero del golfo di Taranto, che va dalla Puglia alla Calabria.

## Geografia fisica

### Territorio

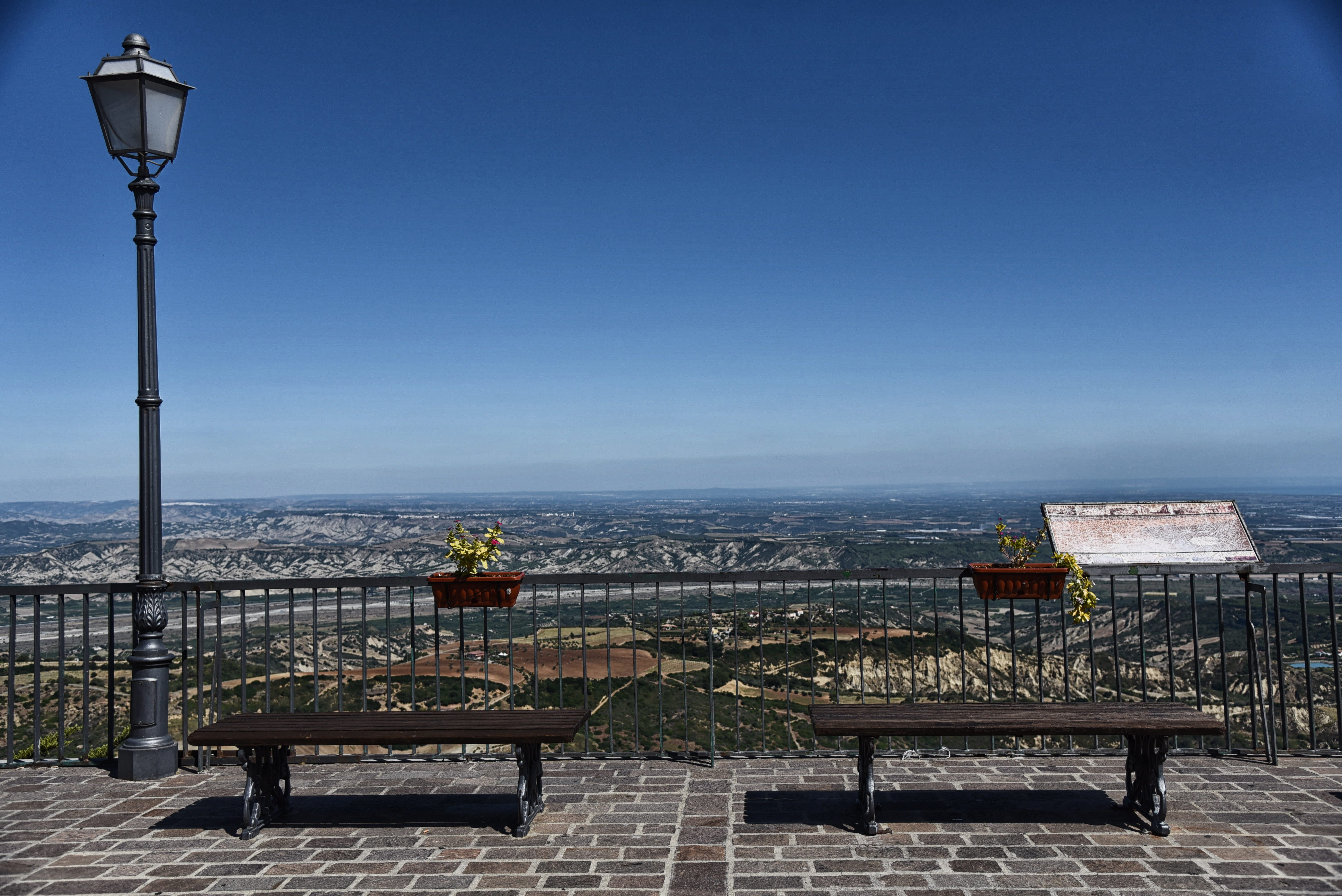
Belvedere "Balcone dello Jonio"

Sorge su un monte a 576 m s.l.m. nella zona sud-occidentale della provincia di Matera. Il territorio confina a nord con il comune di Tursi (26 km), ad est con il comune di Policoro (22 km), a sud con il comune di Nova Siri (7 km), mentre ad ovest con i territori di Valsinni (14 km) e Colobraro (22 km).

### Clima
La stazione meteorologica più vicina è quella di Nova Siri. Secondo i dati medi del trentennio 1961-1990, la temperatura media del mese più freddo, gennaio, si attesta a +9,4 °C, mentre quella del mese più caldo, agosto, è di +26,7 °C.
| Nova Siri          | Mesi | Mesi | Mesi | Mesi | Mesi | Mesi | Mesi | Mesi | Mesi | Mesi | Mesi | Mesi | Stagioni | Stagioni | Stagioni | Stagioni | Anno |
| Nova Siri          | Gen  | Feb  | Mar  | Apr  | Mag  | Giu  | Lug  | Ago  | Set  | Ott  | Nov  | Dic  | Inv      | Pri      | Est      | Aut      | Anno |
| ------------------ | ---- | ---- | ---- | ---- | ---- | ---- | ---- | ---- | ---- | ---- | ---- | ---- | -------- | -------- | -------- | -------- | ---- |
| T. max. media (°C) | 13,4 | 14,3 | 16,4 | 19,5 | 24,2 | 29,7 | 32,9 | 32,8 | 29,1 | 23,6 | 18,8 | 15,6 | 14,4     | 20,0     | 31,8     | 23,8     | 22,5 |
| T. min. media (°C) | 5,5  | 5,6  | 7,3  | 9,5  | 13,1 | 17,7 | 20,4 | 20,5 | 17,5 | 13,6 | 10,2 | 7,4  | 6,2      | 10,0     | 19,5     | 13,8     | 12,4 |

## Storia

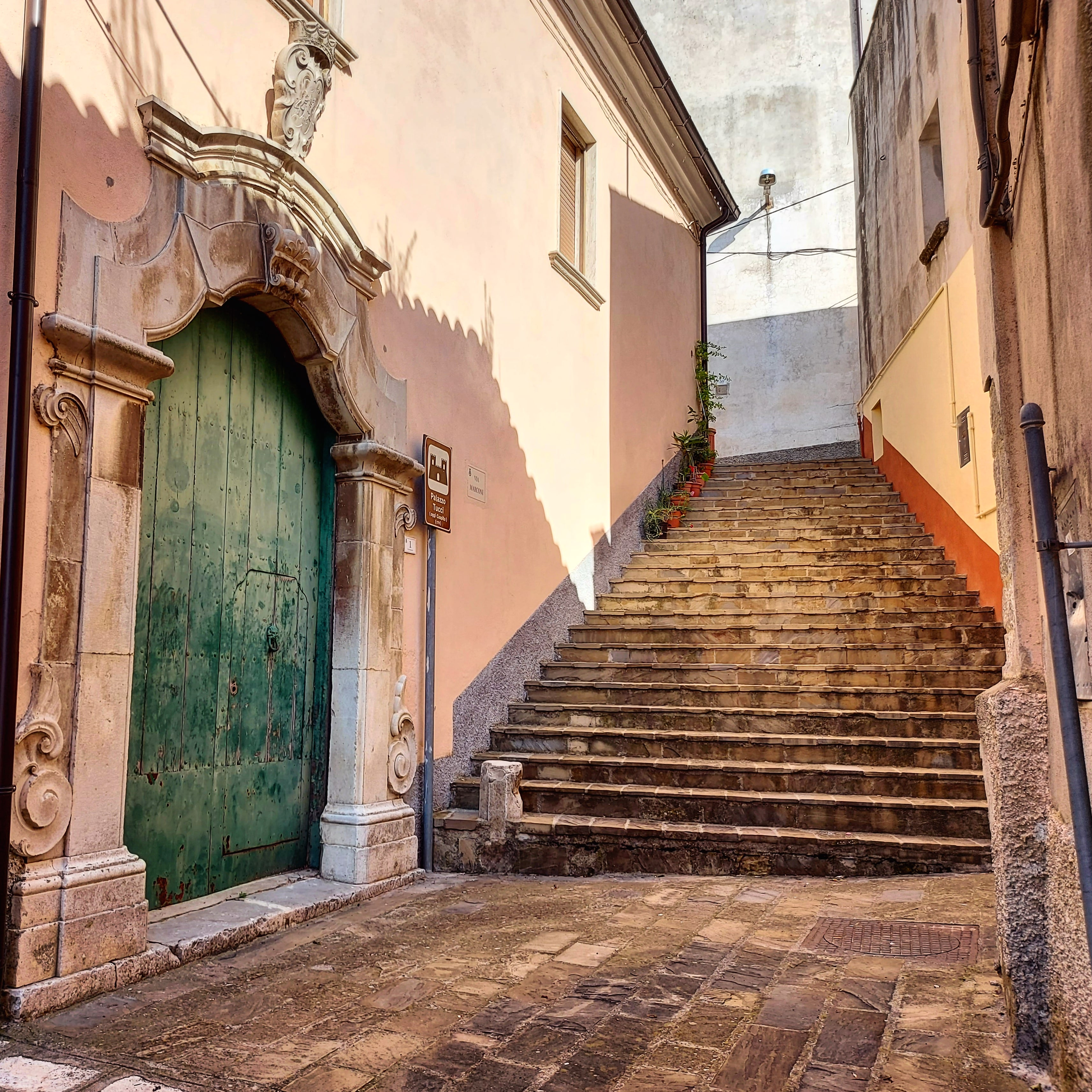
Rotondella (MT)

Il territorio fu abitato sin dal Neolitico, in cui erano presenti villaggi sotto l'influenza delle antiche città di Siris ed Heraclea per la sua strategica posizione geografica. Rotondella viene citato nel 1261 col nome di Rotunda Maris, termine derivato, probabilmente, dalla sua particolare posizione di fronte al mar Jonio. L'attuale agglomerato urbano risale gli inizi del XVI secolo, sotto il dominio di Ferrante Sanseverino, che fece costruire il Palazzo Baronale e il castello, del quale oggi è rimasta solamente la cosiddetta "Torre del Carcere".
Sul finire del XVI secolo, subì l'invasione ottomana, che fece numerosi prigionieri di guerra. Nel XVII secolo vi fu un aumento demografico, dovuto all'arrivo di popolazioni limitrofe che sfuggivano alla malaria. Sotto il decennio napoleonico, nel 1806 entrò a far parte del Distretto di Lagonegro, divenendo capoluogo circondario di Rocca Imperiale, Favale, Colobraro e Tursi. In questo periodo, Rotondella subì la piaga del brigantaggio, divenendo oggetto di saccheggi, come nella notte del 30 agosto 1807, quando fu messa a ferro e fuoco dal brigante Nicola Abalsamo, detto "Pagnotta".
Tuttavia né l'eversione della feudalità attuata dai francesi e né la restaurazione borbonica sortirono effetti positivi sulle condizioni del comune e della Basilicata in generale, che non vedeva ancora una quotizzazione delle terre demaniali, oltre ad essere vessata dalla tassa sul macinato. Anche le aspettative che si ebbero con l'unità d'Italia andarono deluse, cosa che generò un forte malcontento popolare che diede vita al cosiddetto brigantaggio postunitario, del quale anche Rotondella fu vittima. In seguito, i cittadini seguirono la sorte dell'emigrazione. Escluso un breve periodo di aumento demografico tra gli anni cinquanta e sessanta, oggi Rotondella, come gran parte dei centri lucani, soffre ancora di un forte e, apparentemente, irreversibile spopolamento.

### Simboli
Lo stemma comunale e il gonfalone sono stati concessi con decreto del presidente della Repubblica dell'8 maggio 1996.
Il gonfalone è un drappo di bianco.

## Monumenti e luoghi d'interesse

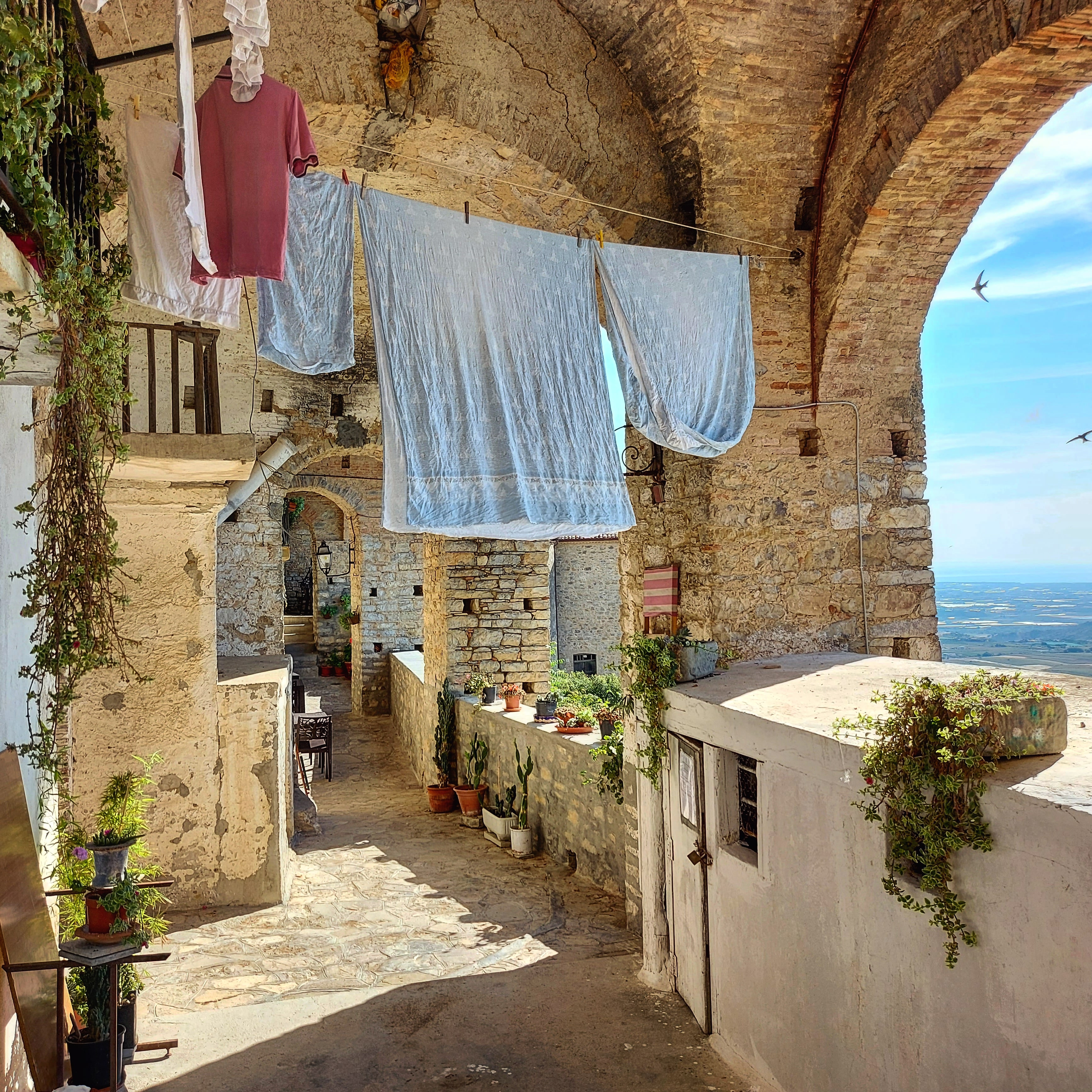
Rotondella, Lamie di Bitonte

### Architetture religiose
- Chiesa madre dedicata a Santa Maria delle Grazie, nel cui interno sono custodite le statue lignee dell'Immacolata, della Madonna delle Grazie e di Sant'Antonio;
- chiesa di Sant'Antonio da Padova, appartenente al convento francescano degli Zoccolanti.

La chiesa ed il convento, edificati nel 1652, furono abitati dai monaci fino al 1862, quando, con la legge Siccardi, divennero proprietà dello stato. La costruzione conserva un bellissimo altare in marmo policromo e alcune statue raffiguranti San Francesco d'Assisi, San Pasquale Bairo e Santa Rosa da Lima.

### Architetture civili
- "Lamie" di Bitonte, archi seicenteschi a volta in pietra, che sorgono sotto il calpestio del palazzo della omonima famiglia;
- belvedere "Balcone dello Jonio";
- i murales nel centro storico;
- monumento ai caduti delle due guerre mondiali;
- Palazzi Baronali: Rondinelli (XVI secolo), Ielpo (inizi '900), Tucci-Cospito (1700), Albisinni (1700), Ricciardulli;
- Torre di Sanseverino, costruzione cinquecentesca rimasta integra fatta costruire dal Principe di Salerno, Ferrante Sanseverino. Fu sede del carcere, oggi ospita la biblioteca comunale e l'archivio storico.

### Aree naturali
- Gole di Candela, area naturalistica ai piedi del Monte Coppolo;
- riserva naturale orientata Bosco Pantano di Policoro.

## Società

### Evoluzione demografica
Abitanti censiti

### Tradizioni e folclore
Insieme a Nova Siri e Montalbano Jonico, a Rotondella è diffuso il mito della "Monachella", una versione femminile del più noto monachicchio. La leggenda popolare la descrive come una piccola donna dispettosa dai lunghi capelli che nasconde gli oggetti in casa, disturba gli ignari nel sonno e annoda le criniere dei cavalli. Si racconta che, se saputa prendere, porta fortuna alla casa, al lavoro e alla famiglia.

## Cultura

### Cucina
La cucina locale rispecchia i canoni della tradizionale cucina lucana, basata perlopiù su carni ovine e suine, legumi, mollica di pane come condimento e vegetali come il peperone crusco. Un tipo di pasta molto utilizzato sono i frizzùli, un formato lavorato al ferretto, a cui vengono spesso aggiunti sugo di carne e mollica fritta di pane raffermo (fruzz'ul c'a muddica). Rotondella ha una lunga tradizione legata al calzone; tipico del luogo è u' pastizz rtunnar (comunemente noto come pastizz), farcito con carne di maiale, formaggio e uovo, le cui origini risalgono tra il XVIII e il XIX secolo, riconosciuto come prodotto Arca del Gusto Slow Food. Altra variante è il falagone (o falahon in dialetto locale), con diversi ripieni come patate tagliate a fette con peperoni e cipolla; purè di patate con pezzetti di salsiccia o verdura di bietole e spinaci. Entrambi sono iscritti nel registro dei prodotti agroalimentari tradizionali lucani. Tipico è anche il Sospiro rotondellese, preparato con pan di spagna, crema pasticcera, glassa e decorato con una spirale di cioccolato.

## Economia
A Rotondella è presente il centro ricerche Trisaia dell'ENEA, sede tra le altre cose dell'impianto ITREC (oggi di proprietà della SOGIN).

## Amministrazione

### Gemellaggi
- Casalfiumanese